# سنت مایکل (مریلند)
سنت مایکل (به انگلیسی: St. Michaels) شهری در ایالت مریلند کشور ایالات متحده آمریکا است که جمعیت آن در سرشماری سال ۲۰۱۰ میلادی، ۱٬۰۲۹ نفر بوده‌است.